# کابینت پرونده

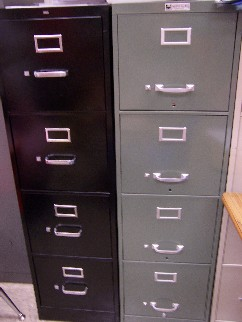
دو کابینت فایل بلند از جنس فلز در متداول‌ترین ظاهر

کابینت پرونده یا کابینت فایل که در ایران ممکن است تنها فایل گفته شود بخشی از اثاث یک دپارتمان، اداره و دفاتر است که معمولاً برای ذخیره کردن پوشه پرونده مستندات به کار گرفته می‌شود. به تعریف ساده آن یک محفظه یا چهارچوب برای کشوها است.